# Meng Mei Qi
Meng Mei Qi (hanja : 孟美岐; née le 15 octobre 1998), est une chanteuse chinoise basée en Corée du Sud connue pour faire partie du girl group Cosmic Girls et du girl group chinois Rocket Girls 101, grâce à sa victoire à l'édition chinoise de l'émission de télé-réalité de survie Produce 101. Meng est également membre de la "Natural Unit", un des sous-groupes de Cosmic Girls.

## Biographie
Meng est née le 15 octobre 1998 à Luoyang, Henan, Chine. Elle étudie à Luoyang Foreign Language School et se rend en Corée du Sud en 2013 pour devenir stagiaire.

## Carrière

### 2016-2017: Débuts avec Cosmic Girls et débuts d'actrice
En décembre 2015, Starship Entertainment commence à publier des informations sur un girl group composé de quatre sous-groupes en collaboration avec l'agence chinoise Yuehua Entertainment. Meng et les autres membres de Cosmic Girls sortent le 21 décembre un cover de All I Want For Christmas Is You de Mariah Carey. Le groupe débute le 25 février 2016 avec leur premier mini-album, Would You Like?.
Meng a fait ses débuts en tant qu'actrice en 2017 dans le film Autumn In My Heart. Elle a été plus tard sélectionnée pour jouer dans le film Marna aux côtés de Wu Xuan Yi, membre de Cosmic Girls, Zhu Zhengting membre des boys bandNine Percent et NEX7, et Zhou Yixuan, membre d'UNIQ.

### 2018:Produce 101et controverse de Rocket Girls 101
En mars 2018, Starship Entertainment et Yuehua Entertainment confirment que Meng et Wu participeraient au spin-off de l'émission de télé-réalité de survie Produce 101. En raison de leur participation, elles se retirent des promotions pour le quatrième mini-album de Cosmic Girls Dream Your Dream. Meng et Wu sont tous les deux été sélectionnées pour le line-up final de Rocket Girls 101 le 23 juin 2018. Meng était classée première avec plus de 185 millions de votes et débute en tant que "centre" pour Rocket Girls. Cependant, en raison du contrat de deux ans du groupe signé avec Tencent, la rumeur disait que Meng et Wu ne participeraient à aucune activité avec Cosmic Girls. Mais Starship Entertainment déclare le contraire et confirme qu'elles participeront aux promotions des deux groupes,.
Le 9 août 2018, Yuehua Entertainment et Mavericks Entertainment publient une annonce déclarant qu'ils retireraient Meng, Wu et Zhang Zining de Rocket Girls, Meng et Wu devant reprendre leurs activités avec Cosmic Girls. Cependant, le 17 août, les deux agences confirment, après un accord avec Tencent, qu'elles retournerait toutes les trois dans le groupe.

### 2019-présent: Activités solo
Le 15 janvier 2019, Meng sort son premier morceau intitulé 有种 (Helios) pour le film The Wandering Earth . Le 23 avril 2019, elle a également sorti son premier EP 犟 (Jiang). Dans les vingt premières minutes de la sortie de l'album, il est devenu l'album numérique le plus vendu sur QQ Music en 2019 avec plus d'un million de ventes numériques.
Meng est apparue dans le spin-off Step Up: Year of the Dance du film Step Up franchise comme actrice principale. Elle a également été choisie comme l'une des principales actrices du film fantastique Jade Dynasty.

## Discographie

### EP
| Titre                         | Détails | Ventes          |
| ----------------------------- | --- | --------------- |
| Jiang (犟)                    | - Date de sortie : 23 avril 2019 - Label: WAJIJIWA Entertainment, Tencent - Formats : Téléchargement numérique, streaming | CHN: 2,500,000+ |
| Love or not (爱·不爱)         | - Date de sortie : 30 octobre 2020 - Label: Yuehua Entertainment - Formats : Téléchargement numérique, streaming          | CHN: 1,804,783  |
| Qi's Point Of View (岐义双瞳) | - Date de sortie : 15 octobre 2021 - Label: Yuehua Entertainment - Formats : Téléchargement numérique, streaming          | NC              |

### Singles
| Année                    | Titre                                                     | Album                                          |
| Comme artiste principale | Comme artiste principale                                  | Comme artiste principale                       |
| ------------------------ | --------------------------------------------------------- | ---------------------------------------------- |
| 2019                     | 有种 (Helios)                                             | The Wandering Earth OST                        |
| 2019                     | 犟 (Jiang)                                                | Jiang (犟)                                     |
| 2019                     | 只有你知道 (Only You Know)                                | 立风                                           |
| 2019                     | I Like You                                                | 2019 Hyun Dance Summer Music Season Theme Song |
| 2020                     | Mute                                                      | Love or not (爱·不爱)                          |
| 2021                     | 判 (Suffering)                                            | Qi's Point Of View (岐义双瞳)                  |
| 2021                     | 重塑 (Reshape)                                            | Qi's Point Of View (岐义双瞳)                  |
| Collaborations           |                                                           |                                                |
| 2018                     | 毒液前來 (avec Yang Chaoyue, Duan Aojuan, Yamy et Sunnee) | Venom Promo single                             |
| 2019                     | 福气拱拱来 (avec Wu Xuan Yi, Duan Aojuan et Lai Meiyun)   | Boonie Bears: Blast into the Past OST          |
| 2019                     | Don't Wait Any More (avec Justin de NEX7)                 | Step Up: Year of the Dance OST                 |

## Filmographie

### Films
| Année | Titre anglais              | Titre chinois         | Rôle     | Remarques               |
| ----- | -------------------------- | --------------------- | -------- | ----------------------- |
| 2018  | Marna                      | 初恋的滋味            | Ying Tao | Rôle secondaire         |
| 2019  | Autumn Fairy Tale          | 蓝色生死恋            | Xin Ai   | Deuxième rôle principal |
| 2019  | Dynastie Jade              | 诛仙                  | Bi Yao   | Deuxième rôle principal |
| 2019  | Step Up: Year of the Dance | 舞出我人生之 舞所不能 | Xiao Fei | Rôle principal          |

### Émissions
| Année | Titre                                 | Réseau        | Remarques        |
| ----- | ------------------------------------- | ------------- | ---------------- |
| 2016  | Would You Like Girls: My Cosmic Diary | Mnet          | Membre régulière |
| 2017  | Outrageous Roommates                  | MBC           | -                |
| 2017  | WJSN - WuSoBoShow                     | JTBC          | Membre régulière |
| 2018  | Korea MBC idol star games             | MBC           | -                |
| 2018  | Produce 101                           | Tencent Video | Concurrente      |
| 2019  | The Coming One                        | Tencent Video | Juge             |